# Villiers-sur-Tholon
Villiers-sur-Tholon és un municipi francès, situat al departament del Yonne i a la regió de Borgonya - Franc Comtat. L'any 2007 tenia 451 habitants.

## Demografia

### Població
El 2007 la població de fet de Villiers-sur-Tholon era de 451 persones. Hi havia 175 famílies, de les quals 38 eren unipersonals (19 homes vivint sols i 19 dones vivint soles), 61 parelles sense fills, 61 parelles amb fills i 15 famílies monoparentals amb fills.
La població ha evolucionat segons el següent gràfic:
Habitants censats

### Habitatges
El 2007 hi havia 255 habitatges, 179 eren l'habitatge principal de la família, 63 eren segones residències i 12 estaven desocupats. 252 eren cases i 3 eren apartaments. Dels 179 habitatges principals, 163 estaven ocupats pels seus propietaris i 16 estaven llogats i ocupats pels llogaters; 1 tenia una cambra, 7 en tenien dues, 31 en tenien tres, 50 en tenien quatre i 92 en tenien cinc o més. 135 habitatges disposaven pel capbaix d'una plaça de pàrquing. A 70 habitatges hi havia un automòbil i a 96 n'hi havia dos o més.

### Piràmide de població
La piràmide de població per edats i sexe el 2009 era:
| Homes | Edats   | Dones |
| ----- | ------- | ----- |
| 0     | 95 o +  | 0     |
| 0     | 90 a 94 | 4     |
| 0     | 85 a 89 | 4     |
| 0     | 80 a 84 | 8     |
| 8     | 75 a 79 | 4     |
| 12    | 70 a 74 | 4     |
| 20    | 65 a 69 | 4     |
| 16    | 60 a 64 | 8     |
| 4     | 55 a 59 | 16    |
| 12    | 50 a 54 | 4     |
| 8     | 45 a 49 | 8     |
| 24    | 40 a 44 | 8     |
| 12    | 35 a 39 | 12    |
| 16    | 30 a 34 | 12    |
| 12    | 25 a 29 | 20    |
| 0     | 20 a 24 | 12    |
| 8     | 15 a 19 | 8     |
| 4     | 10 a 14 | 12    |
| 12    | 5 a 9   | 8     |
| 16    | 0 a 4   | 8     |

## Economia
El 2007 la població en edat de treballar era de 280 persones, 213 eren actives i 67 eren inactives. De les 213 persones actives 199 estaven ocupades (98 homes i 101 dones) i 13 estaven aturades (10 homes i 3 dones). De les 67 persones inactives 27 estaven jubilades, 25 estaven estudiant i 15 estaven classificades com a «altres inactius».

### Ingressos
El 2009 a Villiers-sur-Tholon hi havia 189 unitats fiscals que integraven 480,5 persones, la mediana anual d'ingressos fiscals per persona era de 17.843 €.

### Activitats econòmiques
Dels 14 establiments que hi havia el 2007, 1 era d'una empresa extractiva, 1 d'una empresa alimentària, 1 d'una empresa de fabricació d'altres productes industrials, 4 d'empreses de construcció, 1 d'una empresa de comerç i reparació d'automòbils, 1 d'una empresa de transport, 1 d'una empresa d'hostatgeria i restauració, 1 d'una empresa financera, 1 d'una empresa immobiliària i 2 d'empreses de serveis.
Dels 3 establiments de servei als particulars que hi havia el 2009, 1 era un paleta, 1 lampisteria i 1 empresa de construcció.
L'any 2000 a Villiers-sur-Tholon hi havia 11 explotacions agrícoles que ocupaven un total de 966 hectàrees.

## Equipaments sanitaris i escolars
El 2009 hi havia 1 escola maternal integrada dins d'un grup escolar amb les comunes properes formant una escola dispersa i 1 escola elemental integrada dins d'un grup escolar amb les comunes properes formant una escola dispersa.

## Poblacions més properes
El següent diagrama mostra les poblacions més properes.